# Попытка массового побега заключённых в ДР Конго (2024)
Попытка массового побега заключённых из центральной тюрьмы Киншасы — Макалы в Демократической Республике Конго, в процессе которого 129 человек были убиты и не менее 59 ранены, произошла 2 сентября 2024 года.

## Предыстория
Тюрьма Макала рассчитана на 1,5 тыс. человек, однако там содержится от 14 000 до 15 000 заключённых, как мужчин, так и женщин. По данным на 2020 год, более 90 % заключённых в тюрьме ожидали суда и только 6 % фактически отбывали наказание.

## История
Попытка побега произошла около двух часов ночи в понедельник. Хотя некоторым заключённым удалось выбраться из камер, они были остановлены охраной во внутреннем дворе тюрьмы. Стрельба продолжалась в течение трёх часов. Во время беспорядков вспыхнул пожар, охвативший часть административного здания тюрьмы, лазарет, продовольственный склад и зону регистрации.
Согласно данным, ни одному из заключённых не удалось выйти за пределы тюрьмы. Подтверждено 129 смертей, 24 из которых скончались от огнестрельных ранений, а остальные 105 погибли в давке и хаосе во время попытки побега. Не менее 59 человек были ранены.